# 勒皮莱
勒皮莱（法語：Le Puley，法語發音：[lə pylɛ]）是法国索恩-卢瓦尔省的一个市镇，属于索恩河畔沙隆区。

## 地理
勒皮莱（46°40'42"N, 4°33'49"E）面积5.3 平方千米，位于法国勃艮第-弗朗什-孔泰大區索恩-卢瓦尔省，该省份为法国中部省份，北起顺时针与科多尔省、汝拉省、安省、罗讷省、卢瓦尔省、阿列省和涅夫勒省接壤。
与勒皮莱接壤的市镇（或旧市镇、城区）包括：圣普里韦、热努伊、热尔马尼、圣马丹迪塔特尔、圣米科、萨维扬日。

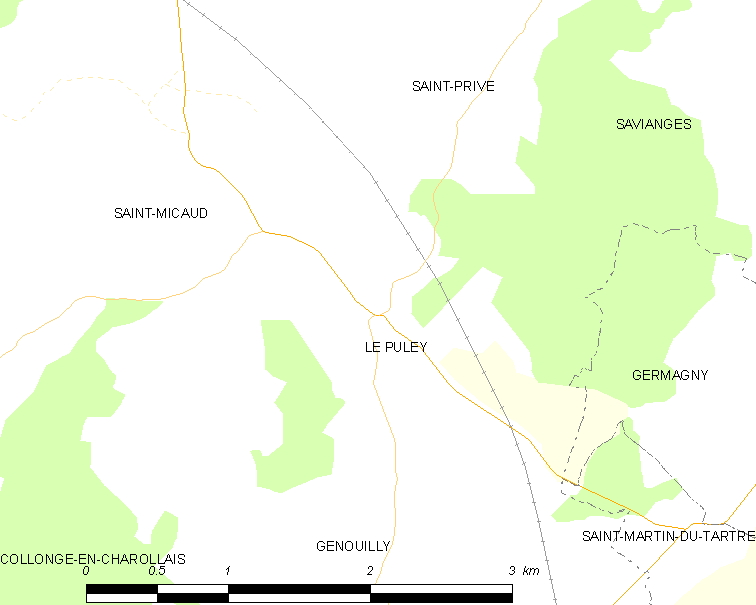
勒皮莱的OSM定位图

勒皮莱的时区为UTC+01:00、UTC+02:00（夏令时）。

## 行政
勒皮莱的邮政编码为71460，INSEE市镇编码为71363。

## 政治
勒皮莱所属的省级选区为布朗济县。

## 人口

1962-2008年间勒皮莱人口变化图示

勒皮莱于2022年1月1日时的人口数量为80人。